# Tadeusz Lityński
Tadeusz Lityński (Kożuchów, 14 giugno 1962) è un vescovo cattolico polacco, dal 23 novembre 2015 vescovo di Zielona Góra-Gorzów.

## Biografia
Tadeusz Lityński è nato a Kożuchów il 14 giugno 1962.

### Formazione e ministero sacerdotale
Da ragazzo frequentava la parrocchia di San Lorenzo a Ługi. Si è diplomato alla scuola tecnica elettronica di Zielona Góra.
Dal 1982 al 1988 ha studiato presso il seminario maggiore di Gościkowo. Nel 1991 ha conseguito la laurea magistrale in teologia biblica presso l'Università Cattolica di Lublino con una tesi intitolata "Prawda w tradycji Janowej" (La verità nella tradizione di Janów) e relatore il prof. don Hugolin Langkammer. Nel 1999 ha ottenuto il master e la laurea in diritto canonico presso l'Accademia di teologia cattolica di Varsavia difendendo un elaborato intitolato Troska ks. Edmunda Nowickiego jako rządcy Kościoła Gorzowskiego o dyscyplinę duchowieństwa w latach 1945-1951 ("La preoccupazione di p. Edmund Nowicki come amministratore della Chiesa di Gorzów per la disciplina del clero negli anni 1945-1951") scritta sotto la supervisione del prof. don Wojciech Góralski.
Il 5 giugno 1988 è stato ordinato presbitero per la diocesi di Gorzów nella cattedrale diocesana da monsignor Józef Michalik. In seguito è stato vicario parrocchiale della parrocchia di San Bartolomeo a Ołobok dal 1988 al 1990; vicario parrocchiale della parrocchia della Beata Vergine Maria Regina di Polonia a Głogów dal 1990 al 1993; notaio del tribunale ecclesiastico di Gorzów Wielkopolski dal 1993 al 2000; parroco della parrocchia della Santissima Trinità a Ochla dal 2000 al 2006; parroco della parrocchia di Cristo Re a Gorzów Wielkopolski dal 2006 al 2012 e vicario episcopale per la pastorale dal 2011 al 2012.
È stato anche giudice e difensore del vincolo del tribunale ecclesiastico; cappellano degli specialisti in energia; canonico onorario del capitolo della cattedrale dell'Assunzione della Beata Vergine Maria a Gorzów Wielkopolski dal 2009 e membro del consiglio presbiterale e del collegio dei consultori.
Nel gennaio del 2012 è stato insignito del titolo di cappellano di Sua Santità.

### Ministero episcopale
Il 28 aprile 2012 da papa Benedetto XVI lo ha nominato vescovo ausiliare di Zielona Góra-Gorzów e titolare di Cemeriniano. Ha ricevuto l'ordinazione episcopale il 16 giugno successivo nella cattedrale dell'Assunzione della Beata Vergine Maria a Gorzów Wielkopolski dall'arcivescovo Celestino Migliore, co-consacranti il vescovo di Zielona Góra-Gorzów Stefan Regmunt e l'arcivescovo metropolita di Stettino-Kamień Andrzej Dzięga. Come motto ha scelto l'espressione "Adveniat Regnum Tuum".
Nel febbraio del 2014 ha compiuto la visita ad limina.
Il 23 novembre 2015 papa Francesco lo ha nominato vescovo di Zielona Góra-Gorzów. Ha preso possesso della diocesi il 5 gennaio successivo con una cerimonia nella cattedrale dell'Assunzione della Beata Vergine Maria a Gorzów Wielkopolski.
In seno alla Conferenza episcopale polacca è presidente del team "Laudato si'" in seno al consiglio per gli affari sociali, membro del consiglio giuridico, membro dell'equipe dei vescovi per la pastorale di Radio Maryja, membro dell'équipe per i contatti con la Conferenza episcopale tedesca, membro dell'equipe del delegato per la diaspora polacca e i polacchi all'estero, e delegato per la pastorale degli operatori forestali, del bilancio idrico e della protezione ambientale dal 2015.

## Genealogia episcopale
La genealogia episcopale è:
- Cardinale Scipione Rebiba
- Cardinale Giulio Antonio Santori
- Cardinale Girolamo Bernerio, O.P.
- Arcivescovo Galeazzo Sanvitale
- Cardinale Ludovico Ludovisi
- Cardinale Luigi Caetani
- Cardinale Ulderico Carpegna
- Cardinale Paluzzo Paluzzi Altieri degli Albertoni
- Papa Benedetto XIII
- Papa Benedetto XIV
- Papa Clemente XIII
- Cardinale Enrico Benedetto Stuart
- Papa Leone XII
- Cardinale Chiarissimo Falconieri Mellini
- Cardinale Camillo Di Pietro
- Cardinale Mieczysław Halka Ledóchowski
- Cardinale Jan Maurycy Paweł Puzyna de Kosielsko
- Arcivescovo Józef Bilczewski
- Arcivescovo Bolesław Twardowski
- Arcivescovo Eugeniusz Baziak
- Papa Giovanni Paolo II
- Arcivescovo Celestino Migliore
- Vescovo Tadeusz Lityński